# Kot w Paryżu
Kot w Paryżu (ang. Cat in Paris, oryg. Une vie de chat) – francusko-belgijsko-szwajcarsko-holenderski film animowany z 2010 roku opowiadający o kocie łapiącym w nocy groźnych przestępców. 
Światowa premiera filmu odbyła się 15 października 2010, zaś polska premiera filmu odbyła się 1 czerwca 2013 w kinie „Muranów” w Warszawie, kinie „Iluzja” i w TVP Kultura o godzinie 15:35, a także 11 maja 2013 w kinie Nowe Horyzonty o godzinie 12:00 w ramach Przegląd Nowego Kina Francuskiego. Oglądanie filmu dozwolone jest od 12 lat  (TVP Kultura), oraz od 6 lat – na festiwalach.

## Fabuła
Kot Dino wiedzie podwójne życie. W ciągu dnia mieszka z małą Zoé i jej mamą, a w nocy razem ze sprytnym włamywaczem Nico chodzi po dachach Paryża. Dziwna sprawa, zwłaszcza że mama Zoé jest policjantką i właśnie ściga bandę Costy zamieszanego w zabójstwo jej męża, taty Zoé. Zbieg okoliczności sprawi, że Zoé spotka Costę i nie będzie to miłe spotkanie. Na szczęście jest z nią Dino.

## Obsada
- Oriane Zani – Zoe
- Bruno Salomone(inne języki) – Nico
- Dominique Blanc – Jeanne

i inni
WERSJA ANGIELSKA
- Lauren Weintraub – Zoe
- Steven Blum(inne języki) – Nico
- Marcia Gay Harden – Jeanne
- JD Blanc(inne języki) – Victor Costa
- Matthew Modine – Lucas

i inni